# Mortu Nega
Pour plus de détails, voir Fiche technique et Distribution.
Mortu Nega est un film bissau-guinéen réalisé par Flora Gomes, sorti en 1988.

## Synopsis
Pendant la guerre de libération nationale de la Guinée-Bissau, vers 1970, Diminga rejoint dans le maquis son mari combattant, Sako, qui se bat contre l'armée du colonisateur portugais.
Quelques années plus tard, l'indépendance est là, la paix est revenue, mais la lutte n'est pas finie...

## Fiche technique
- Titre : Mortu Nega (littéralement, « Ceux que la mort a refusés »)
- Réalisation : Flora Gomes
- Scénario : Flora Gomes, Manuel Rambout Barcelos et David Lang
- Image : Dominique Gentil
- Son : Pierre Donnadieu
- Montage : Christiane Lack
- Musique : Djanun Dabo et Sidonio Pais Quaresma
- Assistant réalisateur : Sana Na N'Hada
- Production : Odette Rosa, Jacques Zajdermann
- Pays d'origine :  Guinée-Bissau
- Format : Couleurs - 1,66:1 - Mono - 35 mm
- Genre : Guerre
- Durée : 85 minutes
- Date de sortie : septembre 1988

## Distribution
- Bia Gomes : Diminga
- Tunu Eugenio Almada : Sako
- Mamadu Uri Balde : Sanabaio
- Pedro da Silva : Estin
- Flora Gomes
- Homna Nalete : Mandembo
- M'Male Nhasse : Lebeth

## Appréciation critique
« Flora Gomes signe une œuvre qui rend hommage à la lutte pour la dignité des combattants de l'indépendance. Il s'attarde avec finesse sur cette période d'après-guerre où la paix ne semble pas tout à fait installée. Cette plongée dans l'histoire de la Guinée Bissau met en valeur le rôle essentiel des femmes dans la lutte. »

— Site du Festival international du film d'Amiens

« Mortu Nega est un film singulier, car il parle, sur un ton différent, d'une société dont nous ignorons à peu près tout. La guerre n'est pas réellement montrée. On la devine à travers les préoccupations des gens ou plutôt à leur façon de se préoccuper des autres, la solidarité, la disponibilité. Les femmes aussi sont joliment filmées : leur générosité, leur goût de la vie. [...]
Autre moment fort pour un spectateur occidental, la séquence où Diminga et les autres femmes, confrontées à trop de problèmes, convoquent une cérémonie traditionnelle pour faire parler le tambour et demander aux esprits des défunts de dire qui est responsable des morts de la guerre et de la sécheresse, et ce qui doit guider les survivants, les « mortu nega », ceux dont la mort n'a pas voulu. »

— Thérèse-Marie Deffontaines, Le Monde, 8 mars 1990

## Propos du réalisateur
« L'appel aux morts permet à Diminga de faire le bilan et de poser les vraies questions. Pourquoi les amis dans la guerre ne sont plus des amis dans la paix ? Comment garder la volonté d'unité, la disponibilité, la solidarité qui ont fait la force des combattants ? Comment aussi préserver la dimension culturelle introduite par Cabral dans la résistance ? Pour Diminga, cette cérémonie signifie qu'elle garde l'espoir. D'ailleurs, à la fin du film, il pleut. Les enfants rient et dansent sous la pluie. La pluie, les enfants, il nous reste au moins l'espoir. A nous de le faire exister. »

— Flora Gomes, Le Monde, 8 mars 1990

## Distinctions
- Mostra de Venise 1988, prix de la C.I.C.A.E.
- FESPACO 1989, Prix Oumarou Ganda
- Journées cinématographiques de Carthage 1990, Tanit de bronze